# Byron Lee
Byron Lee (Christiana (Manchester Parish), 27 juni 1935 - Kingston, 4 november 2008) was een Jamaicaanse muzikant, producent en orkestleider, vooral bekend door zijn werk als leider van Byron Lee & the Dragonaires.

## Carrière
Lee werd geboren in Christiana, Manchester Parish als zoon van een Chinees-Jamaicaanse moeder (Evelyn Chung) en een Chinese vader (taaldocent Oscar Lee), oorspronkelijk uit Kowloon, Hong Kong. Het gezin verhuisde naar het Mountain View Gardens-gebied van Kingston toen Lee ongeveer 8 of 9 jaar oud was. Hij leerde piano spelen op een kloosterschool in Mandeville, maar zette de muziek in de wacht toen hij werd geselecteerd voor het Jamaicaans voetbalelftal. Hij leerde zichzelf basgitaar spelen op een zelfgemaakt instrument en rond 1950 formeerde hij samen met zijn vriend Carl Brady de eerste incarnatie van The Dragonaires, genoemd naar het universiteitsvoetbalteam waar ze voor speelden en concentreerde zich op dat moment op mento. De band werd professional in 1956 en werd een van Jamaica's toonaangevende skabands, die sindsdien doorgingen en andere genres zoals calypso, soca en mas opslokten.
Volgens Michael E. Veal in zijn boek Dub: soundscapes and shattered songs in Jamaican reggae (Wesleyan University Press, 2007), is het bekend dat Byron Lee de elektrische basgitaar eind 1959 of 1960 in Jamaica heeft geïntroduceerd. De reden waarom Lee de elektrische basgitaar begon te gebruiken in plaats van de contrabas had echter niets met geluid te maken. Het was eerder een manier voor Lee om te voorkomen dat hij de grote en zware contrabas naar de truck moest dragen om van optreden naar optreden te gaan. De basgitaar werd al snel populair in het hele land en werd al snel de standaard. Het luidere, duidelijkere en meer recht toe, recht aan-geluid van de elektrische bas veranderde al snel het hele geluid van Jamaicaanse muziek volledig, vooral nadat The Skatalites-bassist Lloyd Brevett er dol op was.
Albert R. Broccoli en Harry Saltzman contracteerden in 1962 zijn band om muziekstukken in te spelen voor de James Bond-film Dr. No (Jump Up, Underneath the Mango Tree en Three Blind Mice), die zich afspeelt in en rond Kingston. Ze zijn prominent te horen terwijl ze Jamaica Jump Up spelen in het muziekpaviljoen in Pussfellers calypso-bar.
Lee werkte ook als producent en produceerde veel van de ska-singles van The Maytals. Zijn ondernemersvaardigheden leidden ertoe dat hij de Byron Lee's Spectacular Show-tournee opzette, waarbij verschillende Jamaicaanse acts (waaronder The Maytals) door het Caribisch gebied toerden. Hij werd ook het hoofd van de distributie in Jamaica voor Atlantic Records. Lee kocht de West Indies Records Limited (WIRL) opnamestudio's van Edward Seaga nadat een brand de persfabriek op dezelfde locatie had verwoest en hernoemde het naar Dynamic Sounds, waarbij al snel een nieuwe persfaciliteit op de locatie werd gebouwd. Het werd al snel een van de best uitgeruste studio's in het Caribisch gebied en trok zowel lokale als internationale artiesten aan, waaronder Paul Simon en The Rolling Stones, die daar hun beroemde nummer Angie opnamen. Lee's producties omvatten Reggae Happening van Boris Gardiner, Grooving Out on Life van Hopeton Lewis, en Johnny Too Bad van The Slickers. Dynamic fungeert ook als een van Jamaica's toonaangevende platendistributeurs.
In 1990 opende Lee Jamaica Carnival, wat een jaarlijks evenement werd, gehouden op Constant Spring Road en bijgewoond door honderdduizenden mensen die de 'uptown' en 'downtown' bewoners van Kingston verenigden, een evenement dat Lee het gelukkigste moment in zijn leven noemde. Lee had sinds het midden van de jaren 1970 met The Dragonaires op kermissen in het Caribisch gebied opgetreden en koos de locatie voor het carnaval uit om feestvierders uit alle Jamaicaanse klassen aan te trekken. In de begindagen van ska kreeg Lee de eer om het uit de getto's te halen en het aantrekkelijk te maken voor Jamaica's midden- en hogere klassen.
Lee miste het Jamaica-carnaval in 2007 omdat hij werd behandeld voor blaaskanker na een operatie in Florida en verscheen niet langer op het podium met The Dragonaires, hoewel hij nog steeds betrokken was bij het management van de band en in 2008 opnieuw betrokken was bij het festival. Op 30 juni 2007 werd ter ere van zijn 50 jaar in de muziekindustrie een concert gehouden met optredens van artiesten, waaronder mede-overlevenden van kanker Myrna Hague en Pluto Shervington. De opbrengst ging naar de Jamaica Cancer Society.
Lee werd in 1982 onderscheiden met de Order of Distinction, opgewaardeerd tot Commander-niveau op 15 oktober 2007 als erkenning voor zijn bijdrage op het gebied van muziek en entertainment, zowel lokaal als internationaal.

## Overlijden
In oktober 2008, na een behandeling van enkele weken in Florida, keerde Lee terug om zijn laatste dagen door te brengen in Jamaica. Tijdens een ceremonie in het Universitair Ziekenhuis van West-Indië op 26 oktober 2008 werd hem de Orde van Jamaica (OJ) toegekend. Lee overleed op 4 november 2008 op 73-jarige leeftijd aan blaaskanker in Kingston.
- Biblioteca Nacional de España: XX1742645
- Bibliothèque nationale de France: cb14028555q (data)
- Gemeinsame Normdatei: 1070946591
- International Standard Name Identifier: 0000 0001 0890 2752
- Library of Congress Control Number: n94111138
- MusicBrainz: 79448ab2-4d24-4587-837a-d17af7727415
- Nationale Bibliotheek van Tsjechië: xx0108636
- Virtual International Authority File: 39576479
- WorldCat: E39PBJrRfKJHTd9yYGtfDfr6rq